# 跟大姊姊一起做吧！
《跟大姊姊一起做吧！》（姉、ちゃんとしようよっ!）是Candysoft於2003年6月27日發售的18禁戀愛冒險遊戲與其延伸作品。

## 開發
撰寫腳本的タカヒロ對當時日本成人遊戲市場中妹遊的數量高於姊遊而深感憂心，便著手本作品的企劃。
本作品的一部份的角色亦在同公司發售的作品《嬌蠻之吻》中友情客串，而這兩部作品也有相同的世界觀。

### 發售史
- 2003年
  - 6月27日 - 發售盒裝版《跟大姊姊一起做吧！》
  - 10月30日 - 發售雜誌書。
- 2004年6月25日 - 發售盒裝版《跟大姊姊一起做吧！2》
- 2005年
  - 2月24日 - 發售互動式電影版《跟大姊姊一起做吧！》
  - 8月26日 - 發售《跟大姊姊一起做吧！2》廣播劇CD。
  - 11月25日 - 發售OVA。
- 2007年11月29日 - 發售互動式電影版《跟大姊姊一起做吧！2》
- 2009年8月7日 - 提供《跟大姊姊一起做吧！》數位發行

## 遊戲內容
故事發生在柊家，主角柊空也有六個義理的姊姊，故事以與這六個姊姊的戀愛而展開。
續作中，加入了犬神家的兩個姊姊，共八名姊姊的多重結局。
作品的舞台是鎌倉市，2003年。

### 第一作
故事的時間發生在七月下旬到八月下旬，透過選擇「場所移動」(要芽以外的角色)、「鍛鍊」(自慰)、「向姊姊大人挑戰」(要芽)來完成故事。系統中將要芽設定為大魔王般的角色，如果貿然挑戰會反被強姦，必須要先進行其他角色並滿足一定條件後才能開啟。
遊戲進行中時、部分的對話選項設有倒數計時。

## 登場人物
柊空也
聲優：小池竹蔵（CD廣播劇・OVA1）→木島宇太（OVA2〜）
柊家的養子。喜劇系主角。幼時在柊家成長，之後在犬神家住了十年才再搬回。會透過退化情感激起年長女性的母性本能。

### 柊家姊妹
柊雛乃
聲優：木葉楓
身高：148cm，三圍：B75/W50/H74
愛護弟妹們的柊家長女。身穿和服、手持摺扇，喜歡看時代劇，行事作風古樸而有威嚴。當她想褒獎弟妹們的善行時，便會贈送他們印有「雛」字的糖果。自幼起便體弱多病，由於在與病魔交纏期間數度於鬼門關前徘徊、因而獲得與靈溝通的能力，並將其用於除靈，是故很受民眾景仰。由於原本設定為隱藏攻略角色，因此她的CG數量最少。
柊要芽
聲優：北都南
身高：172cm，三圍：B88/W58/H87
本作的女主角。柊家次女，孤高冷傲的律師。是柊空也的初戀對象。柊家的家計主要由她負擔，對家族以外的人很冷淡。小時候時個性很溫柔，但由於失去了母親、戀人、寵物和空也而變得冷漠無情。她有強姦年輕人的惡癖。在《1》之中，她的路線被設定為必需先將其它姊妹的路線都攻略完後才能進行，與其它姊妹的互動也較少；在《2》中、遊戲開始時便能進行她的路線，對主角的態度也大為轉變。
柊瀬芦里
聲優：AYA (配音員)
身高：168cm，三圍：B93/W60/H89
金髮碧眼的柊家三女。和其他五姊妹是同父異母，母親是北歐人，時不時會望著北歐的方向思念母親。個性自由奔放、具有貓的氣質，天氣熱時經常全裸。職業是雜誌模特兒，與要芽共同負擔家計。具有很強的獨佔慾，是一個病嬌。
柊巴
聲優：マルコ (配音員)
身高：180cm，三圍：B89/W62/H88
柊家的四女，考古學系的大學生，身高是所有姊妹中最高的，但在家中的地位最低，個性溫柔、充滿慈愛，不喜歡鬥爭，負責家中所有家務。她喜歡布偶，給房間裡每個布偶都取了名字，也很擅長畫漫畫。她具有變身能力，能透過戒指變身成魔法少女，駕著重型機車四處消滅怪物。名字的由來是平安時代女傑巴御前。
在人氣角色投票當中連續三次高票獲得第一名。
柊高嶺
聲優：芹園みや
身高：159cm，三圍：B80/W54/H82
柊家的五女。紅色雙馬尾髮型、個性強勢而自大，經常對空也頤指氣使，稱他「烏賊」。對自己的貧乳非常在意，會買豐胸器材來試圖改善，憧憬著像要芽那樣的成熟女人。擅長彈鋼琴，但只會彈給心愛的男人。運動能力極差，不會游泳。名字的由來是「高嶺之花」。
柊海
聲優：内村みるく（遊戲、CD廣播劇、OVA1、2巻）・みる（OVA3巻～）
身高：165cm，三圍：B86/W57/H89
柊家的么女。生日和主角是同一天，但早出生數個小時。名字和主角相對應。戴眼鏡、紮辮子。柊家中最溺愛空也的姊姊，是非常嚴重的弟控。做出來的料理難吃地會令人致死。經常唱著自己作詞的奇怪歌曲。

### 犬神姊妹
在《跟大姊姊一起做吧！2》中登場的姊妹
犬神帆波
聲優：長崎みなみ（遊戲）/一色光（CD廣播劇）
身高：165cm，三圍：B94/W62/H92
犬神家的長女。是空也初次性行為的對象。特技是模仿他人的聲音和變裝。タカヒロ將她設計成要芽的勁敵，相較於代表冰的要芽，帆波給人的印象是太陽。
犬神歩笑
聲優：海原艾利娜
身高：155cm，三圍：B72/W50/H73
犬神家的次女。洗衣板三人組的一員。和高嶺同年。歌德羅莉造型。職業是戀愛小說家。和巴意氣相投。非常喜歡吃辣，就連吃冰也會加辣。

### 其他角色
丸
聲優：倉田まりや
遊戲的吉祥物，是狐狸外型的靈獸，能放出電擊。
秋山衣瑠香
聲優：木葉楓
柊法律事務所的員工，要芽的部下。是個從東北的鄉下地方到城市打拼的少女，在上東京的第一天就被要芽以可以提供住處為由帶回家、之後遭她強暴。是以「憧憬美麗的姊姊大人的可愛妹系角色」為基礎設計的角色、但外型上是正統派女主角。
摩周慶一郎
柊法律事務所的員工，要芽的部下。摩周財閥的公子。是主角憧憬的男性典範。
壬生誠
聲優：淺野要二（OVA4卷）
在第一作登場，空也的父親，是海洋冒險家，遊歷四方的享樂主義者。
柊翔
在第二作中登場，是柊家姊妹的父親。企業社長。
月白透子
聲優：内村みるく
在第一作登場，柊海就讀的學校裡的教師。和柊巴一樣是能變身的戰士，沉著冷靜的反英雄角色。

## 動畫

### 動畫工作人員
- 原作 - Candysoft
- 監督 -金澤勝眞
- 角色設計・總作畫監督 - 飯島弘也
- 美術監督 - 一二三
- 色彩設定 - 大嶋三香子
- 撮影監督 - 山田和弘、狭山さとし
- 音響監督 - 中川達人
- 企劃 - Show隈部
- 動畫製作 - スタジオ9MAiami
- 製作 - ディースリー

### 各話列表
| 集數   | 標題                 | 脚本     | 分鏡         | 演出                  | 作畫監督          | 發售日         |
| ------ | -------------------- | -------- | ------------ | --------------------- | ----------------- | -------------- |
| 1      | 空也回到故鄉之卷     | 金澤勝眞 | 山南京       | 三谷四丁目            | 牛島勇二          | 2005年11月25日 |
| 2      | 姊姊是永遠的之卷     | 金澤勝眞 | 牧野行洋     | 中川聡                | 牧野行洋          | 2006年4月21日  |
| 3      | 柊家的祕密之卷       | 金澤勝眞 | 金澤勝眞     | 結城シン十郎          | 大飛龍狂一        | 2007年1月26日  |
| 4      | 愛與謾罵的每一天之巻 | 伊刈真刀 | 結城シン十郎 | 近藤隆史              | 飯野利明          | 2007年5月25日  |
| 5      | 對姐姐過度依賴之卷   | 金澤勝眞 | 牧野行洋     | 中川聡 わたせとしひろ | 吉田秀之 山本道隆 | 2007年7月27日  |
| 總集篇 | Special Edition      | 金澤勝眞 | 牧野行洋     | -                     | 吉田秀之 山本道隆 | 2008年7月4日   |
| 完全版 | リニューアルモザイク | -        | -            | -                     | -                 | 2009年6月26日  |

### 註解
1. ↑  洗衣板三人組包括雛乃、高嶺和步笑

## 外部連結
- 官方網站 （页面存档备份，存于） （日語）